# VSK Technika Blansko
VSK Technika Blansko (celým názvem: Vysokoškolský sportovní klub Technika Blansko) byl český klub ledního hokeje, který sídlil v Blansku v Jihomoravském kraji. V letech 2009–2010 působil ve 2. lize – sk. Východ, třetí české nejvyšší soutěži ledního hokeje.
Založen byl dne 12. června 2009 sloučením klubů VSK Technika Brno a HC Blansko na úrovni dorostu (krajský přebor), juniorů (krajský přebor) a mužů (2. liga). Původní kluby zůstaly, ale fungovaly pouze na úrovni přípravky a žáků. V sezóně 2009/2010 obsadilo Blansko ve své první sezóně 11. příčku ve 2. české hokejové lize – skupině Východ. Před sezónou 2010/2011 se klub přestěhoval do Rosic.
Své domácí zápasy odehrával na zimním stadionu Blansko s kapacitou 1 800 diváků.

## Přehled ligové účasti
Stručný přehled
Zdroj: 
- 2009–2010: 2. liga – sk. Východ (3. ligová úroveň v České republice)

Jednotlivé ročníky
Zdroj: 
Legenda: ZČ – základní část, červené podbarvení – sestup, zelené podbarvení – postup, fialové podbarvení – reorganizace, změna skupiny či soutěže
| Česko (2009 – 2010) |                      |           |           |                                       |          |
| Sezóny              | Soutěž               | Úroveň    | ZČ        | Play-off, nadstavba, sk. o udržení... | Poznámky |
| 2009/10             | 2. liga – sk. Východ | 3. úroveň | 11. místo |                                       |          |